# 戸松泉
戸松 泉（とまつ いずみ、女性、1949年 - ）は、日本近代文学研究者。学位は、文学博士（名古屋大学・2004年）（学位論文『小説の<かたち>・<物語>の揺らぎ』）。相模女子大学教授。

## 略歴
1971年東京女子大学日本文学科卒、1974年同大学院修士課程修了、1979年前後同助手、1991年頃から相模女子大学助教授、のち教授。2004年『小説の<かたち>・<物語>の揺らぎ』で名古屋大学より文学博士の学位を取得。2011年『複数のテクストへ 樋口一葉と草稿研究』でやまなし文学賞受賞。

## 著書
- 小説の<かたち>・<物語>の揺らぎ 日本近代小説「構造分析」の試み 翰林書房 2002.2
- 父より息子へ 宮内淳子共編著 ゆまに書房 2004.1 (文章の達人家族への手紙)
- 樋口一葉 人と文学 勉誠出版 2008.3 (日本の作家100人)
- 複数のテクストへ 樋口一葉と草稿研究 翰林書房 2010.3